# Мартін Штранцль
Мартін Штранцль (нім. Martin Stranzl, нар. 16 червня 1980, Гюссінг) — австрійський футболіст, що грав на позиції захисника.

## Клубна кар'єра
У дорослому футболі дебютував 1997 року виступами за команду клубу «Мюнхен 1860», в якій провів сім сезонів, взявши участь у 96 матчах чемпіонату. 
Своєю грою за цю команду привернув увагу представників тренерського штабу клубу «Штутгарт», до складу якого приєднався 2004 року. Відіграв за штутгартський клуб наступні два сезони своєї ігрової кар'єри. Більшість часу, проведеного у складі «Штутгарта», був основним гравцем захисту команди.
У 2006 році уклав контракт з клубом «Спартак» (Москва), у складі якого провів наступні чотири роки своєї кар'єри гравця. 
До складу клубу «Боруссія» (Менхенгладбах) приєднався 2011 року. Наразі встиг відіграти за менхенгладбаський клуб 27 матчів в національному чемпіонаті.

## Виступи за збірну
У 2000 році дебютував в офіційних матчах у складі національної збірної Австрії. Наразі провів у формі головної команди країни 56 матчів, забивши 3 голи.
У складі збірної був учасником чемпіонату Європи 2008 року в Австрії та Швейцарії.